# Касабай
Касабай (каз. Қасабай) — село в Актогайском районе Карагандинской области Казахстана. Входит в состав аульного округа Шабанбай. Код КАТО — 353677400.

## Население
В 1999 году население села составляло 100 человек (46 мужчин и 54 женщины). По данным переписи 2009 года, в селе проживали 132 человека (78 мужчин и 54 женщины).